# 110th Street (Manhattan)

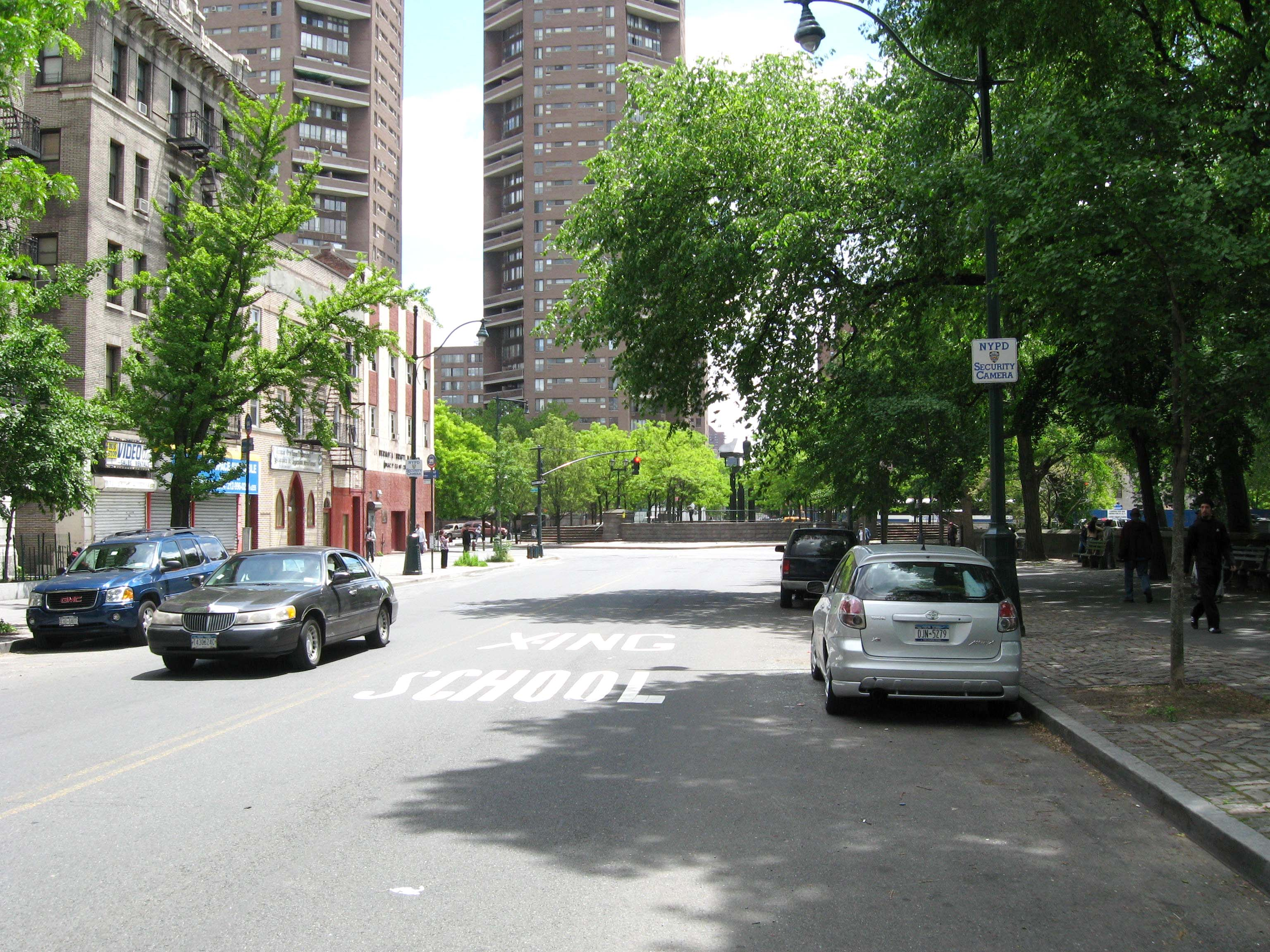
Blick auf den Duke Ellington Circle an der Kreuzung Central Park North und Fifth Avenue

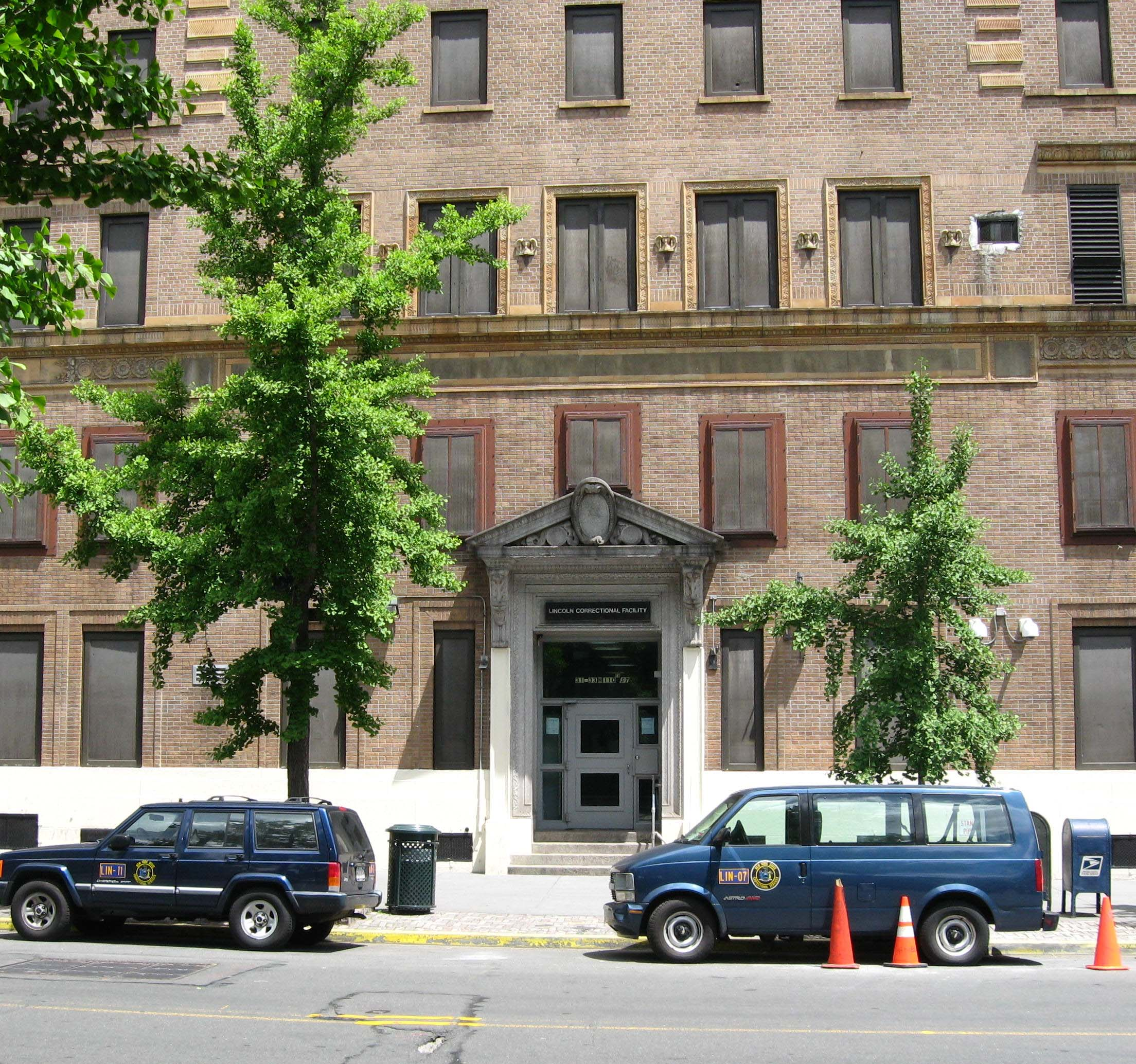
Gebäude 31–33 West 110th Street (Central Park North), 1976 bis 2019 Lincoln Correctional Facility, eine Haftanstalt für den offenen Vollzug

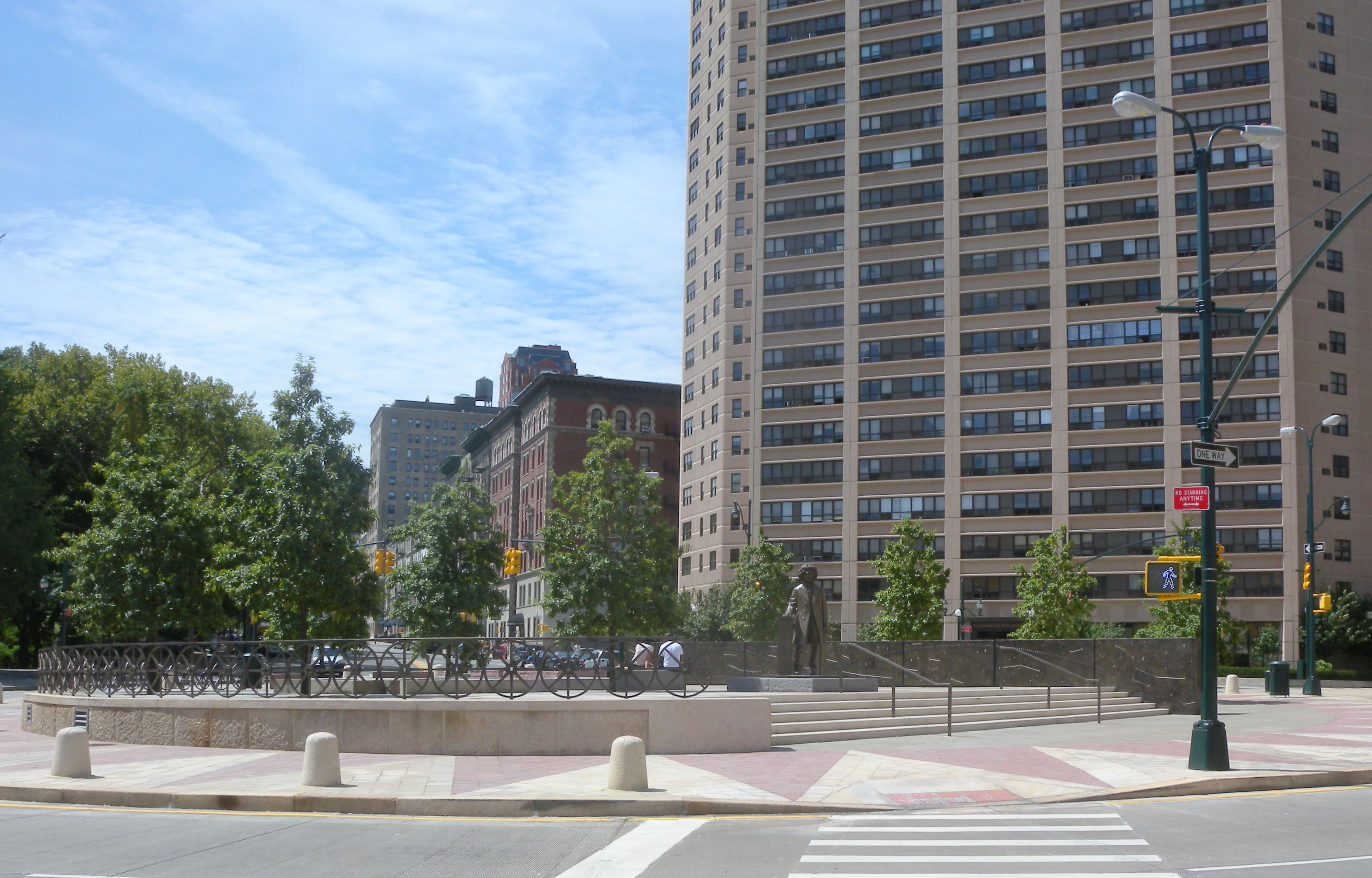
Frederick Douglass Circle, Kreisverkehr an der Kreuzung von 110th Street und Eighth Avenue

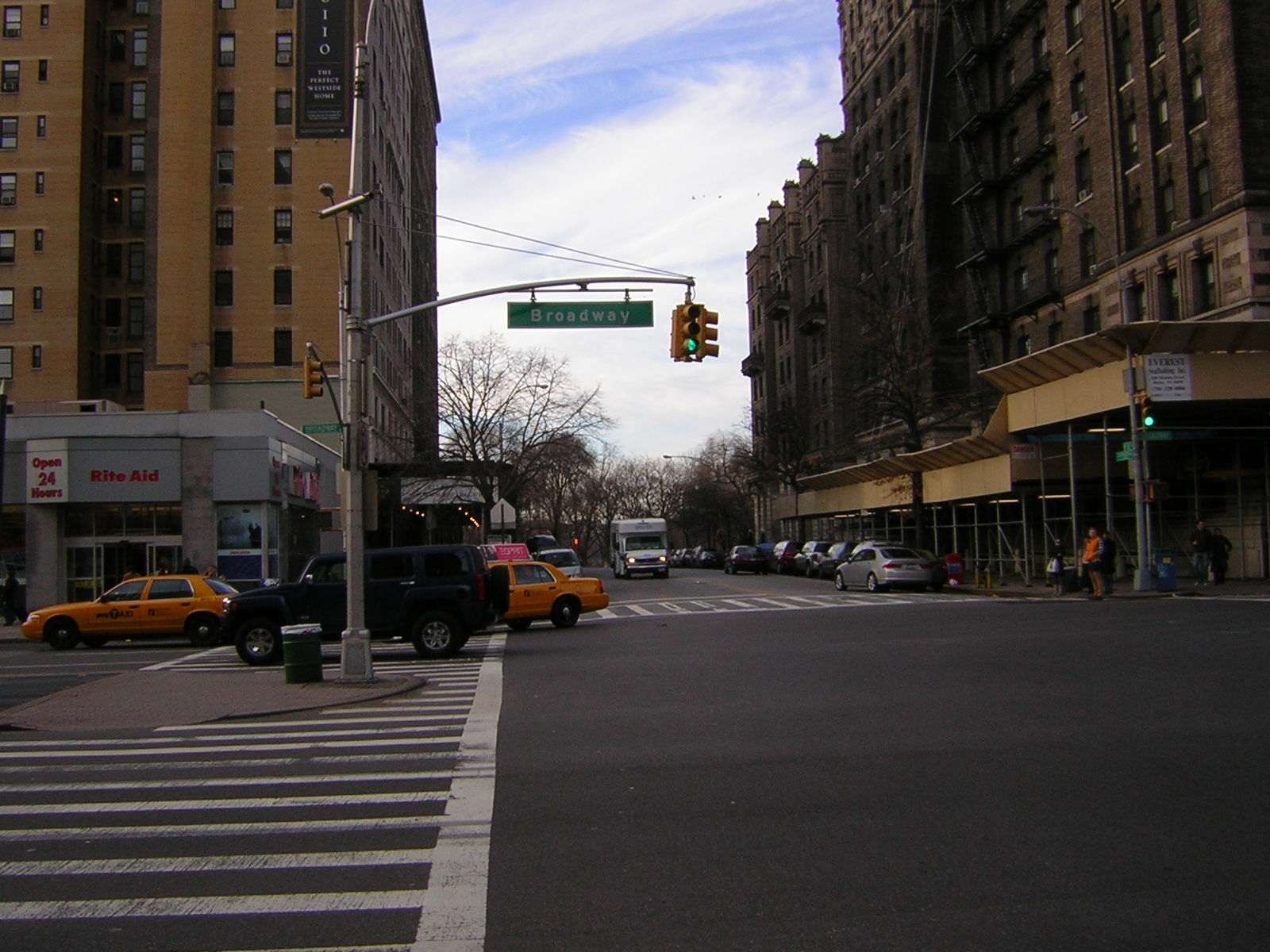
Blick entlang der West 110th Street vom Broadway nach Westen (Richtung Riverside Park)

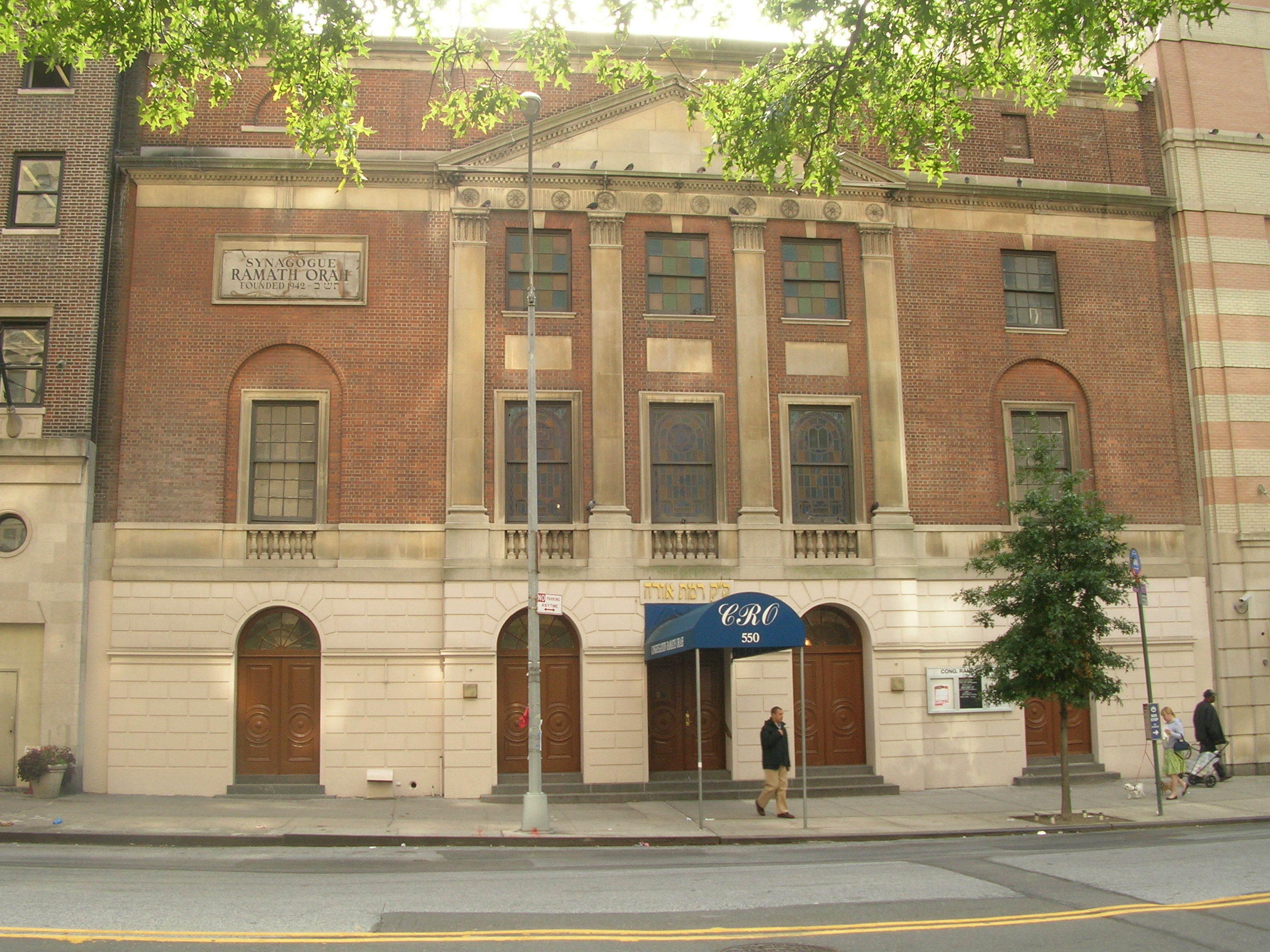
Synagoge der orthodoxen jüdischen Gemeinde Ramath Orah, erbaut 1921 als Kirche einer unitarischen Gemeinde (550 West 110th Street in der Nähe der Kreuzung mit dem Broadway)

110th Street ist eine Straße in New York City, die in West-Ost-Richtung auf einer Strecke von ca. 3,1 km quer durch den Stadtbezirk Manhattan verläuft.
Auf zwei Abschnitten trägt die Straße die zusätzlichen Namen Central Park North bzw. Cathedral Parkway. Wie bei den meisten in quer durch Manhattan führenden Straßen wird außerdem zwischen einem westlich und einem östlich der Fifth Avenue gelegenen Abschnitt mit jeweils eigener Hausnummerierung unterschieden (West 110th Street bzw. East 110th Street).
Besondere kulturelle Bedeutung besitzt die Straße als Südgrenze von Central Harlem.

## Verlauf
Der mittlere, als Central Park North bezeichnete Abschnitt der Straße bildet die Nordgrenze des Central Park und trennt diesen von Harlem. Hier liegen drei der ursprünglichen Eingänge in den Park: Warriors Gate am südlichen Ende von Seventh Avenue bzw. Adam Clayton Powell Jr Boulevard, Farmers Gate am südlichen Ende von Lenox Avenue bzw. Malcolm X Boulevard und Pioneers Gate am Duke Ellington Circle.
Der westliche Abschnitt zwischen der Straßenkreuzung Central Park West und Frederick Douglass Boulevard sowie dem parallel zum Hudson River verlaufenden Riverside Drive trägt den Namen Cathedral Parkway, der sich auf die nördlich davon gelegene Cathedral of Saint John the Divine bezieht.
An der Kreuzung von 110th Street und Fifth Avenue, die die nordöstliche Ecke des Central Park bildet, befindet sich ein nach dem Jazzmusiker Duke Ellington benannter Kreisverkehr, der Duke Ellington Circle, an dem sich auch eine Statue von Ellington befindet (Duke Ellington Memorial).
An der gegenüberliegenden, nordwestlichen Ecke des Central Park kreuzt die 110th Street die Eighth Avenue, die südlich der Kreuzung Central Park West und nördlich davon Frederick Douglass Boulevard heißt. An der Kreuzung befindet sich der ebenfalls nach Douglass benannte Kreisverkehr Frederick Douglass Circle.
Zwischen den Kreuzungen mit der Manhattan Avenue und bzw. Morningside Drive grenzt die 110th Street an die Südseite des Morningside Park, zwischen Morningside Drive und Amsterdam Avenue an das Gelände (Cathedral Close) der Cathedral of Saint John the Divine. Am westlichen Ende mündet die 100th Street in den Riverside Drive, auf dessen gegenüberliegender Seite der Riverside Park liegt.

## Verkehrsführung
Zwischen First Avenue und Madison Avenue ist die 110th Street eine Einbahnstraße, auf der der Fahrzeugverkehr nur in östlicher Richtung zugelassen ist. Auf dem kurzen Abschnitt zwischen Madison Avenue und Fifth Avenue ist der Verkehr nur in westlicher Richtung zugelassen. Westlich der Fifth Avenue verbreitert sich die Straße und ist in beide Richtungen befahrbar.

## Bekannte Orte
- orthodoxe Synagoge Ramath Orah (550 West 110th St)
- The Africa Center, Museum für afrikanische Kunst (Duke Ellington Circle)
- Duke Ellington Circle (Kreisverkehr an der Kreuzung mit der 5th Avenue)
- Frederick Douglass Circle (Kreisverkehr an der Kreuzung mit der 8th Avenue bzw. Central Park West/Frederick Douglass Boulevard)
- Morningside Park, Apartmentgebäude Avalon Morningside Park (Cathedral Parkway)
- Cathedral of St. John the Divine (Cathedral Parkway)
- Lincoln Correctional Facility, 1976 bis 2019 eine Haftanstalt für den offenen Vollzug am Central Park North (31–33 West 110th Street), erbaut 1914 als Heim für bedürftige jüdische Einwanderinnen
- Das erste der als Polo Grounds bekannten Baseballstadien wurde 1876 als Polofeld gegenüber dem Central Park zwischen 110th Street bzw. Central Park North, Fifth und Sixth Avenue sowie 112th Street erbaut und 1889 abgerissen.

## Nahverkehr
An der 100th Street liegen die folgenden Bahnhöfe der New York City Subway:
- Cathedral Parkway–110th Street am Broadway (Linie 1)
- Cathedral Parkway–110th Street am Central Park West (Linien A, B und C)
- Central Park North–110th Street an der Lenox Avenue (Linien 2 und 3)
- 110th Street an der Lexington Avenue (Linien 4 und 6)

Die 110th Street wird auch von den Buslinien M2, M3 und M4  angefahren.

### Ehemalige Bahnhöfe
Von 1876 bis 1906 befand sich an der Park Avenue die Haltestelle 110th Street der damaligen New York Central Railroad, über deren Trasse heute die Bahnlinie Park Avenue Main Line verläuft.

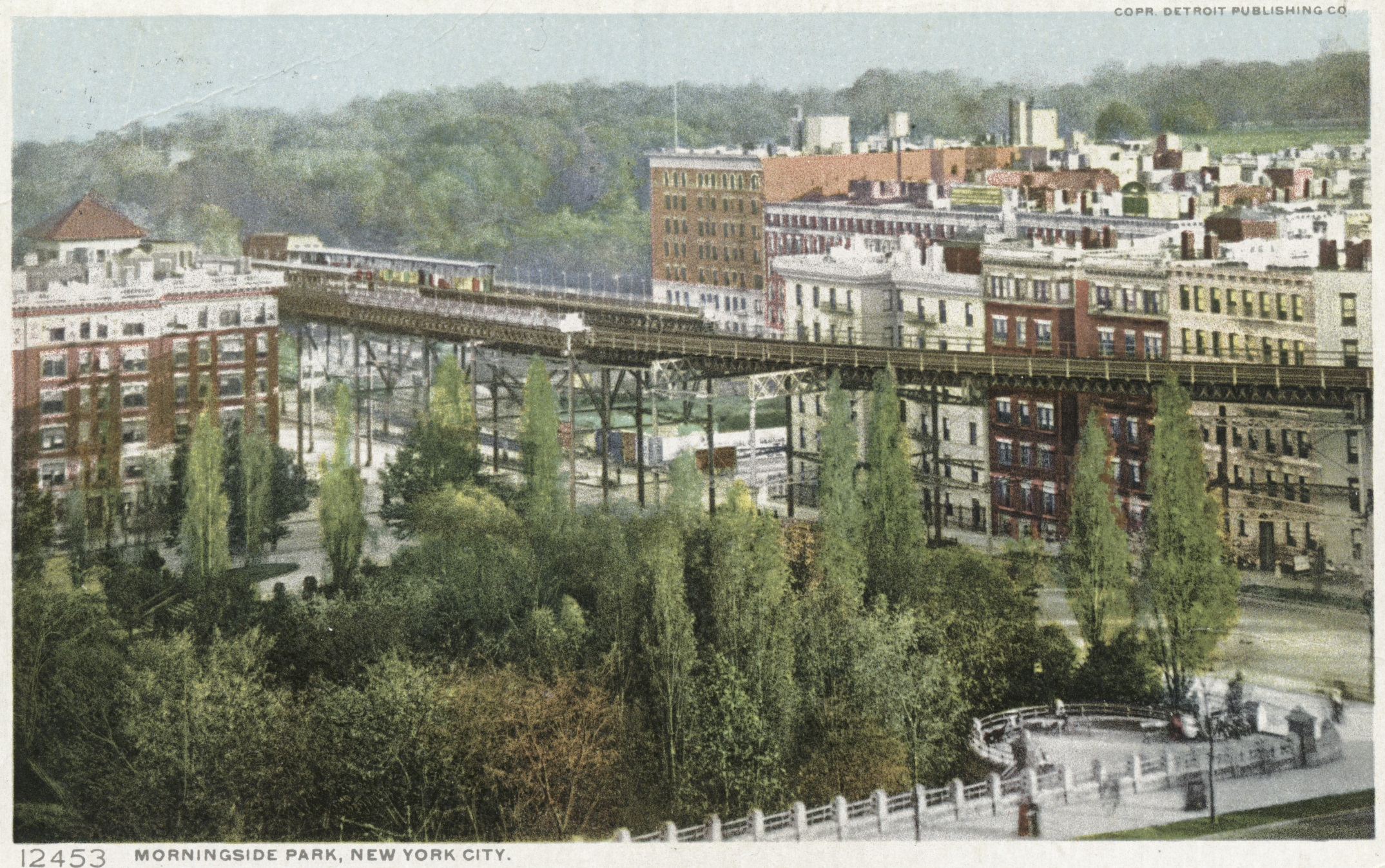
Bahnhof 110th Street der Hochbahn IRT Ninth Avenue Line, im Vordergrund der Morningside Park. Postkarte von 1908.

1903 eröffnete der Bahnhof 110th Street der 1940 stillgelegten IRT Ninth Avenue Line, der ersten New Yorker Hochbahnstrecke. Diese führte hier in einem weiten Bogen von der Ninth Avenue (Columbus Avenue) auf die Eight Avenue (Frederick Douglass Boulevard) und erreichte dabei ihren höchsten Punkt. Wegen der häufigen Suizide durch Sprünge war diese Stelle auch als Suicide Curve berüchtigt.

## Bekannte Bewohner
Der Komponist George Gershwin wohnte von 1924 bis 1929 mit seinem Bruder Ira Gershwin in Haus Nr. 501 an der nordwestlichen Ecke der Kreuzung von West 110th Street und Amsterdam Avenue und komponierte dort 1924 sein bekanntestes Stück Rhapsody in Blue.
Der Schriftsteller Arthur Miller lebte als Kind in Haus Nr. 45 von Central Park North bzw. West 110th Street.

## Populärkultur
Insbesondere in den 1960er und 1970er Jahren symbolisierte die 110th Street als Grenze zwischen dem überwiegend von unterprivilegierten Afroamerikanern bewohnten Harlem und den südlich davon gelegenen, überwiegend von wohlhabenderen Weißen bewohnten Teilen Manhattans einen krassen ethnischen, sozioökonomischen und kulturellen Gegensatz, der auch in Werken der Popkultur reflektiert wird.
Ein Beispiel ist der Spielfilm Across 110th Street von 1972 mit Yaphet Kotto und Anthony Quinn in den Hauptrollen, der die hoffnungslose Lage der Viertel nördlich der Straße in der Zeit nach den Rassenunruhen Ende der 1960er Jahre darstellt und dessen deutscher Titel die 110th Street als „Straße zum Jenseits“ bezeichnet.
Der von  Bobby Womack komponierte Soundtrack des Films enthielt unter anderem das gleichnamige Lied, das auch in den Soundtracks der Spielfilme Jackie Brown (1997) und American Gangster (2007), im Computerspiel True Crime: New York City sowie im Abspann von Episode 3 in Staffel 2 der Fernsehserie How to Make It in America verwendet wurde.
Im Spielfilm Stirb langsam: Jetzt erst recht (1995) weigert sich der von Samuel L. Jackson gespielte schwarze Ladeninhaber Zeus Carver, die von Bruce Willis verkörperte Hauptfigur John McClane zu begleiten, die dazu genötigt wurde, mit einem Schild mit der Aufschrift „Ich hasse Nigger“ in Harlem zu posieren. Carver erklärt „Das ist ein weißer Spinner mit weißen Problemen, regelt ihr das! Ruft mich an, wenn er die 110. Straße überquert.“
In Carlito's Way: Rise to Power (2005), einem Prequel zu Brian De Palmas Film von 1993, taucht die Straße als eine Grenze der Drogenreviere auf, um deren Kontrolle verschiedene Gangs kämpfen.